# Bass Lake (Kalifornia)
Bass Lake – jednostka osadnicza w Stanach Zjednoczonych, w stanie Kalifornia, w hrabstwie Madera.